# Kurt Lettner

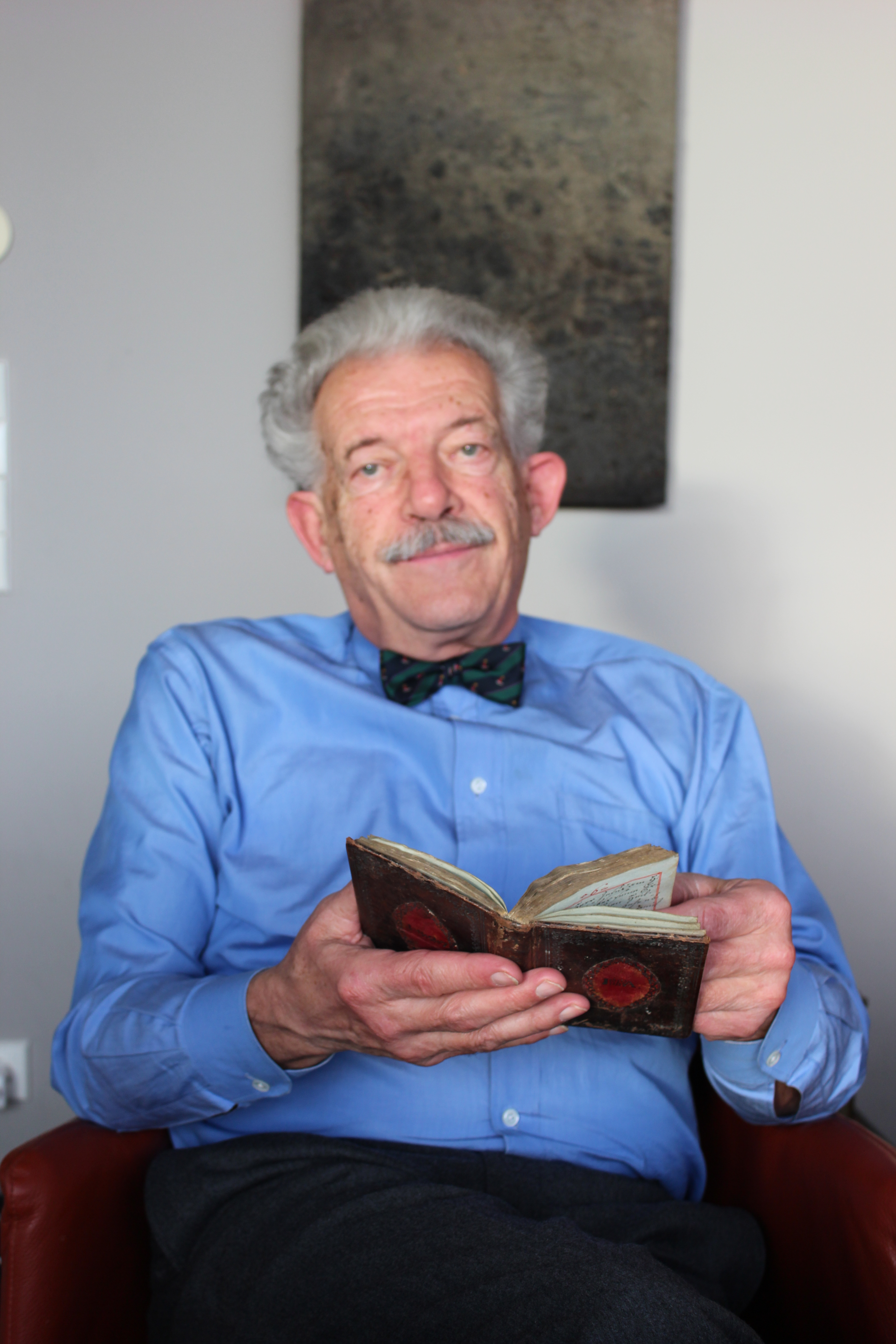
Kurt Lettner (2013)

Kurt Lettner (* 7. September 1937 in Bad Kreuzen) ist ein pensionierter österreichischer Pädagoge (Hauptschuldirektor), Lokalpolitiker, Heimatforscher und Volkskundler.

## Leben
Von 1974 bis 1996 fungierte er als Vizebürgermeister der Marktgemeinde Mauthausen.
Ab 1968 war er mit- und ab 1969 gesamtverantwortlich für den Kirchenchor Mauthausen. 1973 gründete er den Singkreis Mauthausen und führte diesen als Chorleiter bis 1996. Das von ihm gemeinsam vom Singkreis Mauthausen und dem Jugendchor der Pfarre Mauthausen unter der Leitung von Alfred Hochedlinger auf Tonträgern veröffentlichte Gedenkkonzert 50 Jahre Befreiung KZ-Mauthausen und Lettners dazugehöriger Aufsatz erlangten  überregionale Rezeption.
Er betätigte sich in seiner Freizeit als Heimatforscher, Kulturjournalist insbesondere für die Tageszeitung Neues Volksblatt sowie für Radio Maria Österreich, Referent in der Erwachsenenbildung, Vorstandsmitglied und Ausstellungskurator im örtlichen Heimathaus.
Nach seiner beruflichen Tätigkeit als Hauptschullehrer, den er 40 Jahre lang ausübte, absolvierte er in der Alterspension Doktoratsstudien in Kunstgeschichte (Promotion 2007) und Ethnologie (Promotion 2011).
Neben seinen wissenschaftlichen Arbeiten publizierte er das Ergebnis seiner Recherchen als Heimatforscher in der Zeitschrift Oberösterreichische Heimatblätter, schrieb Beiträge zu einigen regionalen Heimatbüchern und ist als Referent im Rahmen des Katholischen Bildungswerkes zum Thema Volksmedizin und Aberglaube sowie an der Akademie der Volkskultur in Oberösterreich zum Thema mariologische Darstellungen in der Volkskunst tätig. 2005 zeichnete er für den wissenschaftlichen Teil der Dauerausstellung Volksmedizin und Aberglaube im Freilichtmuseum Großdöllnerhof im Naturpark Rechberg verantwortlich. Kurt Lettner ist für die Österreichische UNESCO-Kommission als Experte für die Aufnahme in das Verzeichnis des Immateriellen Kulturerbes in Österreich tätig.
Lettner ist seit 1991 verwitwet und Vater eines Sohnes und einer Tochter.
Er wurde 1985 Konsulent für Volksbildung und Heimatpflege der oberösterreichischen Landesregierung, ist Träger des Silbernen Verdienstzeichen des Landes Oberösterreich und seit 1988 Ehrenringträger von Mauthausen.

## Veröffentlichungen
- Ein Schulläufer spiegelt Zeitgeschichte. Der Einfluss der Nationalsozialisten auf das Schulsystem zwischen 1938 und 1945. In: Oberösterreichische Heimatblätter. Jahrgang 47, Linz, 1993, S 208 bis 216, ooegeschichte.at [PDF] und in: Mühlviertler Rundschau, Nr. 1 bis 3, Linz, 1993 "Läufer" der Hauptschule Mauthausen
- Musik zwischen Leben und Tod., Musik im Konzentrationslager Mauthausen und seinen Nebenlagern 1939 bis 1945. In: Oberösterreichische Heimatblätter. Jahrgang 54, Linz, 2000, S 55 bis 72, OCLC 48151271, ooegeschichte.at [PDF]
- Hans Gerstmayr – Stahlschneider zwischen Jugendstil und Naturalismus, in: Oberösterreichische Heimatblätter, Jahrgang 62, Linz, 2008, Heft 3/4

## Wissenschaftliche Arbeiten
- Die Steingewerke um Mauthausen im Spannungsfeld zwischen Lohnarbeit und Zwangsarbeit, Diplomarbeit, Graz, 2003
- Marianische Wallfahrtsstätten und Kultbilder im unteren Mühlviertel, Eine kunstgeschichtlich-volkskundliche Untersuchung vom Mittelalter bis zur Gegenwart, Dissertation, Graz, 2006,
- Risse als Primärquelle zur Hinterglasmalerei. Eine volkskundlich-kunstgeschichtliche Untersuchung anhand von Beispielen aus Sandl und Buchers in Böhmen. Dissertation, Graz 2011, 392 S. AC08832841

## Tondokumente
- Kurt Lettner, Alfred Hochedlinger, Singkreis Mauthausen, Jugendchor der Pfarrer Mauthausen: Memento: Gedenkkonzert 50 Jahre Befreiung KZ-Mauthausen. Ton-CD, Linz: PG Records, 1995, OCLC 47108884
- Lebensbilder: Musik zwischen Leben und Tod, Zur Musik im Konzentrationslager Mauthausen von 1938 bis 1945, Radiobeitrag auf Radio Maria Österreich, 2013[8]